# 皮查納基區

皮查納基區（西班牙語：Distrito de Pichanaki）是秘魯的一個區，位於該國中部胡寧大區的錢查馬約省，始建於1977年9月24日，面積1,496.59平方公里，海拔高度525米，2005年人口40,625，人口密度每平方公里27人。